# Jan de Bruine
Jan Adrianus de Bruine (15 de julio de 1903-4 de abril de 1983) fue un jinete neerlandés que compitió en la modalidad de salto ecuestre. Participó en dos Juegos Olímpicos de Verano en los años 1936 y 1948, obteniendo una medalla de plata en Berlín 1936 en la prueba por equipos.

## Palmarés internacional
| Juegos Olímpicos | Juegos Olímpicos  | Juegos Olímpicos | Juegos Olímpicos |
| Año              | Lugar             | Medalla          | Categoría        |
| ---------------- | ----------------- | ---------------- | ---------------- |
| 1936             | Berlín (Alemania) | Medalla de plata | Por equipos      |